# 荷花淀派
荷花淀派，中国当代文学流派，始於1950年代以孙犁为代表的河北作家。荷花淀派的作品大多以农村日常生活为题材。代表作是孙犁的文集《白洋淀纪事》。

## 代表作家
- 孙犁
- 刘绍棠
- 从维熙
- 韩映山